# Pierre de Langtoft

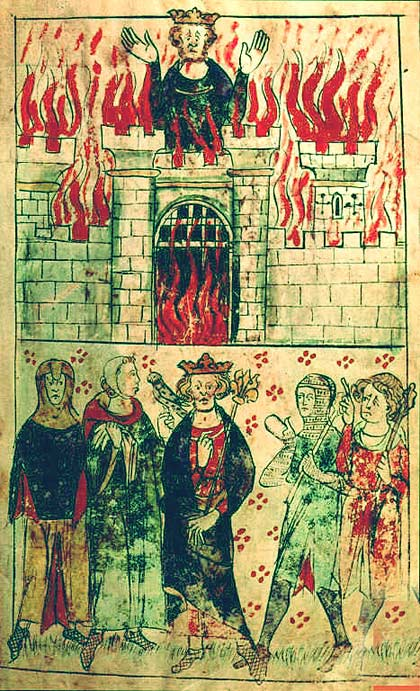
Dibujo de Pierre de langtoft

Pierre de Langtoft, o Piers Langtoft o Peter Langtoft en inglés, nacido en el siglo XIII y muerto hacia 1307, fue un historiador y cronista anglo-normando.
Originario de Langtoft, East Yorkshire, Pierre de Langtoft fue canónigo del priorato agustiniano de Bridlington. Redactada en dodecasílabos, su Crónica relata la historia de la legendaria fundación de Gran Bretaña por Bruto hasta la muerte de Eduardo I en 1307. 
La primera parte está tomada del Roman de Brut de Wace, la segunda de distintas fuentes entre las que se incluye la Historia Anglorum de Enrique de Huntingdon, aunque generalmente se cree que la tercera parte es suya ya que incluye detalles que no se encuentran en otros lugares como el destino de Gwenllian ferch Llywelyn, la hija de Llywelyn ap Gruffydd de Gales. Esta crónica, violentamente anti-escocesa en su conjunto contiene nueve célebres canciones en anglo-normando e inglés medio que recogen los gritos de provocación entre soldados ingleses y escoceses durante el conflicto anglo-escocés de finales del siglo XIII e inicios del siglo XIV.
La última parte de esta crónica se tradujo al inglés por Robert de Brunne ya en 1338, y luego transcrita y publicada en dos volúmenes por Thomas Hearne en 1725.

## Obra
- Le règne d'Édouard Ier, Ed. crítica y comentada de Jean-Claude Thiolier, Créteil, CELIMA, 1989